# Pleia
Pleia là một chi ốc biển, là động vật thân mềm chân bụng sống ở biển trong họ Fasciolariidae.

## Các loài
Các loài trong chi Pleia gồm có:
- Pleia cryptocarinata Dell, 1956[2]